# Bermillo de Sayago (kommunhuvudort)
Bermillo de Sayago är en kommunhuvudort i Spanien.   Den ligger i provinsen Provincia de Zamora och regionen Kastilien och Leon, i den centrala delen av landet, 230 km nordväst om huvudstaden Madrid. Bermillo de Sayago ligger 794 meter över havet och antalet invånare är 1 308.
Terrängen runt Bermillo de Sayago är platt. Runt Bermillo de Sayago är det mycket glesbefolkat, med 6 invånare per kvadratkilometer. Bermillo de Sayago är det största samhället i trakten. Trakten runt Bermillo de Sayago består i huvudsak av gräsmarker.